# جريس قائم الفروع
الجُرَيس قائم الفروع (باللاتينية: Campanula fastigiata) نوع نباتي ينتمي إلى جنس الجريس من الفصيلة الجريسية.

## الموئل والانتشار
موطنه بلاد الشام والمغرب العربي وقبرص وتركيا وجنوب القوقاز وإسبانيا.

## مرادفات للاسم العلمي
- (باللاتينية: Brachycodon fastigiatus (Dufour ex Schult.) Fed.)
- (باللاتينية: Brachycodonia fastigiata (Dufour ex Schult.) Fed.)
- (باللاتينية: Brachycodonia fastigiatus (Dufour ex Schult.) Fed.)
- (باللاتينية: Campanula drabifolia Steud. [Invalid])